# Pokal evropskih prvakov 1983/84 (hokej na ledu)
Pokal evropskih prvakov 1983/84 je devetnajsta sezona hokejskega pokala, ki je potekal med 5. oktobrom in 12. avgustom. Naslov evropskega pokalnega zmagovalca je osvojil klub CSKA Moskva.

## Tekme

### Prvi krog
| 1. klub          | Rezultat  | 2. klub               |
| ---------------- | --------- | --------------------- |
| HC Saint-Gervais | 6:4, 8:4  | Újpesti TE            |
| Rødovre SIK      | 12:3, 9:2 | Dundee Rockets        |
| Furuset IF       | 5:8, 5:4  | Flyers Heerenveen     |
| EHC Biel         | 4:3, 9:7  | HK Olimpija Ljubljana |

### Drugi krog
| 1. klub           | Rezultat   | 2. klub        |
| ----------------- | ---------- | -------------- |
| HC Saint-Gervais  | 4:7, 2:2   | HC Bolzano     |
| Rødovre SIK       | 2:12, 2:9  | Dynamo Berlin  |
| Flyers Heerenveen | 0:13, 2:15 | Djurgårdens IF |
| VEU Feldkirch     | 9:5, 2:3   | EHC Biel       |

### Tretji krog
| 1. klub        | Rezultat   | 2. klub       |
| -------------- | ---------- | ------------- |
| HC Bolzano     | 1:12, 2:11 | CSKA Moskva   |
| Dynamo Berlin  | 7:3, 2:4   | HIFK IF       |
| Djurgårdens IF | 5:1, b.b.  | EV Landshut   |
| VEU Feldkirch  | 6:7, 3:7   | Dukla Jihlava |

### Finalna skupina
| 1. klub       | Rezultat | 2. klub        |
| ------------- | -------- | -------------- |
| Dukla Jihlava | 7:2      | Dynamo Berlin  |
| CSKA Moskva   | 5:0      | Djurgårdens IF |
| CSKA Moskva   | 4:3      | Dynamo Berlin  |
| Dukla Jihlava | 3:1      | Djurgårdens IF |
| Dynamo Berlin | 5:3      | Djurgårdens IF |
| CSKA Moskva   | 4:3      | Dukla Jihlava  |

#### Lestvica
| Poz | Klub           | Točke |
| 1   | CSKA Moskva    | 6     |
| 2   | Dukla Jihlava  | 4     |
| 3   | Dynamo Berlin  | 2     |
| 4   | Djurgårdens IF | 0     |